# Agalliopsis clitellaria
Agalliopsis clitellaria är en insektsart som beskrevs av Ball 1900. Agalliopsis clitellaria ingår i släktet Agalliopsis och familjen dvärgstritar. Inga underarter finns listade i Catalogue of Life.